# Caldera de llagosta
La caldera de llagosta, més coneguda com a caldereta de llagosta, és "la més emblemàtica de les calderes", que són "el plat menorquí més conegut internacionalment". Consta de llagosta menorquina viva, lleugerament enrossida en un sofregit i ofegada per a obtenir una mena de suquet al que s'afegeixen llesques molt fines de pa. Aquest plat només es menja a la primavera i l'estiu, ja que les llagostes locals; més vermelles, petites i saboroses; estan protegides i només es poden capturar les llagostes majors de 19cm i de març a agost. En origen aquestes llagostes abundaven i es podien agafar amb facilitat a les cales a prop de la terra, es tractava, com les variants amb llagostins o escamarlans, d'un plat humil i de subsistència. La posterior valorització d'aquest animal com a aliment, i la consegüent captura massiva per part d'altres països -els menorquins pesquen en la pròpia barca per al consum diari- estiguin actualment en perill d'extinció i que es venguin a preu de producte de luxe. Hi ha també calderes de peix, sovint de roca o de carn ferma (rap, mero, etc.) i variat. A l'Empordà se'n fa una variant anomenada escudella de llagosta.

## Origen
Aquesta manera simple de preparar el peix i el marisc, sense tomàquet, ja es feia a la Grècia Antiga, que va exportar, juntament amb l'oli d'oliva, la idea per a tota la mediterrània. A Menorca però, arribà probablement a través dels fenicis. Amb el contacte amb Amèrica, la majoria de pobles de l'oest de la Mediterrània van afegir el tomàquet als sofregits, i a través del sofregit va entrar en aquest plat. Una altra derivació del plat original, que també existeix a tota la mediterrània, és la sopa de peix feta amb sofregit de tomàquet, que al continent es menja amb pasta o arròs, a Menorca amb pa, a Sicília amb sèmola, etc.
Fins fa poc, aquest plat menorquí, que era tan simple com l'oliaigu, el feien els pescadors a les barques. La caldera és un plat que pren el nom del recipient on es cuinava.
Al continent, la sarsuela de peix s'assembla molt a la caldera i segurament té el mateix origen, però les calderes balears no solen tenir tanta varietat de peix i marisc barrejat, que fa de la sarsuela un plat de festa. A Itàlia existeix un plat molt similar al suquet i la caldera que es diu cacciucco.